# 서대문고가도로
서대문고가도로(西大門高架道路)는 서울특별시 서대문구 충정로2가 138번지부터 종로구 평동 112번지까지를 잇던 374 m 길이의 고가차도이다.
1971년 4월 15일에 개통되어 신촌, 마포 방면과 광화문, 종로 방면을 신호대기 없이 빠르게 연결하는 직결도로 역할을 하였다. 그러나 2000년대에 들어 대중교통의 발달로 도심 통행량이 감소하고 진입로부터 잦은 병목현상이 발생해 상습 교통체증을 유발하는 곳으로 지목된데다, 서울특별시의 교통 정책이 차량 중심에서 보행자 중심으로 바뀜에 따라 2009년부터 철거에 관한 논의가 시작되어, 2014년에 철거가 결정되었다.
그러나 서대문고가도로 철거와 연계하여 시행하고자 했던 돈의문 복원 사업이 지연되면서 철거가 지체되다가, 2015년 7월 11일부터 차량통행을 전면 통제하고 철거를 개시하여 9월 초에 철거를 완료하였다.

## 같이 보기
- 아현고가도로
- 청계고가도로
- 약수고가도로
- 노량진고가도로
- 홍제고가도로